# Joaquim Terruella Matilla
Joaquim Terruella Matilla (Barcelona, 1891 — Barcelona, 23 de març de 1957) fou un pintor català.
Va ser deixeble de Santiago Rusiñol i de Segundo Matilla i Marina, de qui era també nebot. Va viatjar becat a itàlia i després a Madrid. Al llarg de la seva vida exposà en diverses ocasions a Barcelona i París, principalment, tot i que també es va poder veure obra seva a Saragossa i a d'altres ciutats d'Europa. Es va especialitzar en temàtiques taurines, així com en escenes costumistes a cafès concert o amb gitanos. Hi ha obra seva al fons de la coleccio del banc sabadell. i de la col·lecció Carmen Thyssen. El 1985 la Sala Gothsland de Barcelona li va dedicar una exposició antològica.